# Borlänge landsfiskalsdistrikt
Borlänge landsfiskalsdistrikt var 1929–1964 ett landsfiskalsdistrikt i Kopparbergs län, bildat som Domnarvets landsfiskalsdistrikt den 1 april 1929 (enligt beslut den 1 februari 1929) genom omorganiseringen av de tidigare landsfiskalsdistrikten Stora Tuna Ovanbrodel och Stora Tuna Utombrodel. Den 1 januari 1944 (enligt beslut den 31 december 1943) ändrades distriktets namn till Borlänge landsfiskalsdistrikt och Borlänge stad bildades genom sammanslagning av Borlänge köping och Domnarvets landskommun. Den 1 juli 1957 (enligt beslut den 6 juni 1957) införlivades Stora Tuna landsfiskalsdistrikt i detta utökade Borlänge distrikt, där det skulle finnas två landsfiskaler med stationeringsorten Borlänge: en polischef och åklagare samt en utmätningsman. Den 1 januari 1965 avskaffades i Sverige samtliga landsfiskaler och landsfiskalsdistrikt, och deras arbetsuppgifter delades upp på de nyskapade indelningarna polisdistrikt, åklagardistrikt och kronofogdedistrikt.
Landsfiskalsdistriktet låg under länsstyrelsen i Kopparbergs län.

## Ingående områden
När Sveriges nya indelning i landsfiskalsdistrikt trädde i kraft den 1 januari 1952 (enligt kungörelsen 1 juni 1951) ändrades inte distriktets omfattning. Den 1 juli 1957 (enligt beslut den 6 juni 1957) tillfördes kommunerna Gustafs och Stora Tuna från det upplösta Stora Tuna distrikt.

### Från 1 april 1929
- Borlänge köping
- Domnarvets landskommun

### Från 1944
- Borlänge stad

### Från 1 juli 1957
- Borlänge stad
- Gustafs landskommun
- Stora Tuna landskommun